# Хиона (дочь Дедалиона)
Хиона (др.-греч. Χιόνη) — персонаж древнегреческой мифологии. Славилась своей красотой, которая пленила одновременно двух олимпийских богов Гермеса и Аполлона. Гермес усыпил Хиону и сошёлся с ней днём, а Аполлон посетил её ночью. От каждого из богов Хиона родила по сыну — знаменитого вора и хитреца Автолика от Гермеса и великого музыканта Филаммона от Аполлона. Возгордившись, она оскорбила Артемиду, за что была застрелена из лука. Дедалион, потеряв единственную дочь, захотел покончить жизнь самоубийством и прыгнул с высокой горы. Аполлон сжалился над ним и превратил в ястреба.
Овидий описал миф о Хионе в стихах в «Метаморфозах». Сюжет мифа лёг в основу ряда картин художников Нового времени.

## Мифы
Согласно классической версии мифа, описанной у Псевдо-Гигина и Овидия, Хиона была дочерью Дедалиона, который в свою очередь был сыном или Фосфора, или Геспера. Ферекид, Гесиод и Конон называют девушку с той же судьбой, что у Хионы, Филонидой. Гесиод называет местом её жительства Фокиду, Ферекид — Парнас, Конон — Форик в Аттике. У Ферекида отцом Филониды является Деион, а не Дедалион, Конона — Фосфор и Клеобоя.
Девушка славилась своей красотой. «Женихов она тысячи дивным / Видом своим привлекла, как четырнадцать лет ей минуло.»
Красота девушки привлекла одновременно двух богов — Аполлона и Гермеса. Аполлон увидел Хиону, когда шёл из Дельф, Гермес — из области горы Киллены. Оба олимпийских бога воспылали страстью к Хионе. Аполлон решил дождаться вечера. Гермес воспользовался своим умением усыплять и сошёлся со спящей девушкой. В ту же ночь Хиону посетил Аполлон. От каждого из богов Хиона родила по ребёнку. Сыном Гермеса и Хионы был знаменитый вор и хитрец Автолик, Аполлона — великий музыкант Филаммон.
Согласно Гекатею Милетскому в изложении Клавдия Элиана детьми Хионы и Борея были три сына, ставшие жрецами Аполлона.
Обладая чрезвычайной красотой и будучи возлюбленной одновременно двух олимпийских богов, Хиона возгордилась. Она позволила себе, по разным версиям мифа, оскорбить Артемиду, либо бахвалиться перед ней тем, что красивее богини, либо просто говорить о ней надменно. Артемиде это не понравилось и она убила Хиону из лука, попав стрелой ей в рот. Отец Хионы Дедалион, потеряв единственную дочь, захотел покончить жизнь самоубийством и прыгнул с горы Парнас. Аполлон смилостивился над ним и превратил в ястреба.

## В искусстве
К мифам о Хионе, убитой за дерзость Артемидой, обращались художники Нового времени. Картины с соответствующими сюжетами создали, в частности, французский художник Никола Пуссен (1594—1665), итальянец Джулио Карпиони (1613—1678), датчанин Людвиг Абелин Шу (1838—1867) и др. Кроме Хионы они могут содержать изображения двух мальчиков — детей Хионы Автолика и Филаммона, отца Дедалиона, олимпийских богов. Известен также ряд гравюр с Хионой, украшающих издания «Метаморфоз» Овидия.
|                                                                                                 |                                                                                               |                                                                                      |                                                                              |
| «Аполлон и Хиона» Доменико Бути, XVI век. Студия Франческо I, Палаццо Веккьо, Флоренция, Италия | «Смерть Хионы» Никола Пуссен, ок. 1622 года. Лионский музей изобразительных искусств, Франция | «Артемида и Хиона» Джулио Каприони, 1660-е годы. Музей искусств Блантона, Остин, США | «Убитая Дианой Хиона» Людвиг Абелин Шу, 1866 год. Музей искусств Рибе, Дания |